# Rajd Costa Brava 1974
Rajd Costa Brava 1974 (22. Rally Costa Brava) – 22 edycja rajdu samochodowego Rajd Costa Brava rozgrywanego w Hiszpnii. Rozgrywany był od 16 do 17 lutego 1974 roku. Była to druga runda Rajdowych Mistrzostw Europy w roku 1974 oraz pierwsza runda Rajdowych Mistrzostw Hiszpanii.

## Klasyfikacja rajdu
| Miejsce                      | Kierowca                     | Pilot                        | Samochód                     | Czas                         | Strata                       |                              |
| Klasyfikacja generalna i ERC | Klasyfikacja generalna i ERC | Klasyfikacja generalna i ERC | Klasyfikacja generalna i ERC | Klasyfikacja generalna i ERC | Klasyfikacja generalna i ERC | Klasyfikacja generalna i ERC |
| ---------------------------- | ---------------------------- | ---------------------------- | ---------------------------- | ---------------------------- | ---------------------------- | ---------------------------- |
| 1.                           | Claude Haldi                 | Federico van der Hoeven      | Porsche Carrera              | 4:23:48                      | 0.0                          |                              |
| 2.                           | Juan Carlos Pradera          | Ricardo Comyn                | Seat 1430 / 1600             | 4:40:05                      | +16:17                       |                              |
| 3.                           | Pedro Cortêz                 | Jorge Mira Amaral            | Datsun 1200                  | 4:43:09                      | +19:21                       |                              |
| 4.                           | Jorge Cid                    | Joaquin Manté                | Seat 1430 / 1600             | 4:45:47                      | +21:59                       |                              |
| 5.                           | António Borges               | Francisco Pina de Morais     | Alpine-Renault A110          | 4:51:56                      | +28:08                       |                              |
| 6.                           | "Jean-Claude"                | Antonio Sallen               | Seat 1430 / 1600             | 4:55:04                      | +31:16                       |                              |
| 7.                           | Vicente Folgado              | Narciso Dalmas               | Renault 12 Gordini           | 4:58:39                      | +34:51                       |                              |
| 8.                           | Ernesto Borau                | J. Villa                     | Seat 1430 / 1600             | 5:00:43                      | +36:55                       |                              |
| 9.                           | Joan Tarrés                  | P. Vinyes                    | Seat 1430 / 1600             | 5:01:54                      | +38:06                       |                              |
| 10.                          | Jordi Marco Gracia           | Julio Venceslao Lizano       | BMW 2002 Ti                  | 5:03:06                      | +39:18                       |                              |